# Eustegia macropetala
Eustegia macropetala är en oleanderväxtart som beskrevs av Rudolf Schlechter. Eustegia macropetala ingår i släktet Eustegia och familjen oleanderväxter. Inga underarter finns listade i Catalogue of Life.